# Gallegos
Gallegos is een gemeente in de Spaanse provincie Segovia in de regio Castilië en León met een oppervlakte van 21,80 km². Gallegos telt 94 inwoners (1 januari 2016).

## Demografische ontwikkeling
Bron: INE, 1857-2011: volkstellingen